# Страошти (Прахова)
Страошти (рум. Străoști) насеље је у Румунији у округу Прахова у општини Јордакеану. Oпштина се налази на надморској висини од 149 m.

## Становништво
Према подацима из 2002. године у насељу је живело 338 становника, од којих су сви румунске националности.